# 子安温泉
子安温泉（こやすおんせん）は、長野県高山村にある信州高山温泉郷の一つで日帰り温泉。

## 所在地
長野県上高井郡高山村大字牧字下平786

## 概要
泉質はナトリウム・カルシウム塩化物泉。効能は切り傷、火傷、慢性皮膚病、虚弱児童、慢性婦人病など。源泉は35.4℃。濃い茶褐色。加温、未加水、未消毒で掛け流し。近くに安産子育ての子安神社がある。平成3年に開業。

## アクセス
上信越自動車道須坂長野東ICから約12km

## 周辺スポット
- 森林スポーツ公園YOU游ランド
- 蕨温泉
- 山田温泉
- 歴史公園信州高山一茶ゆかりの里一茶館

## 参考
- 信州高山温泉郷観光協会パンフレット